# Las bases de la unidad europea
Las bases de la unidad europea es un libro sobre derecho internacional escrito por Vicente Blanco Gaspar publicado en 1990 con prólogo de Roger Fisher (académico).

## Historia
Las Bases de la Unidad Europea analiza el camino de la Unión Europea hasta su consolidación más integrada. Parte del análisis del proyecto histórico que supuso el plan de John Bellers a finales del siglo diecisiete para continuar con las sucesivas propuestas de gestión común para toda el ámbito geográfico europeo. El estudio de los conflictos tras la Segunda Guerra Mundial en el área mediterránea, los conflictos este oeste y norte sur, da paso al estudio de la creación de instituciones que formalizan preocupaciones comunes como la energía y el medio ambiente.

## Estructura
El libro se abre con el prólogo de  Roger Fisher (académico) y una presentación del autor para pasar a la introducción con la exposición del proyecto histórico de Bellers. El contenido se desarrolla en tres capítulos en los que se aborda el marco político, el jurídico y el institucional, para finalizar con las conclusiones del tema.
La conflictividad de las épocas posteriores a la Segunda Guerra Mundial, el papel de los organismos internacionales como la Agencia Internacional de la Energía, la FAO, la OCDE son explicados con los fundamentos jurídicos, políticos e institucionales junto a una exposición del papel del derecho internacional público y el derecho internacional privado.